# Amplified Heart
| Оценки критиков | Оценки критиков |
| Источник        | Оценка          |
| --------------- | --------------- |
| AllMusic        | [ 1 ]           |

Amplified Heart — восьмой студийный альбом британского дуэта Everything but the Girl.
Диск был записан и сведен в Лондоне, в период зимы 1993/94. Фотографию для обложки сделала Каринн Дэй.
Состоящий преимущественно из акустических композиций, Amplified Heart в первую очередь известен широкой аудитории благодаря танцевальному ремиксу на песню «Missing». В начале 1996 года, сингл «Missing (Todd Terry Club Mix)» достиг #2 в хит-параде Billboard Hot 100. В течение года, ремикс имел огромную ротацию на радио, тем самым сделав Everything But The Girl известными в США и по всему миру.

## Список композиций
1. «Rollercoaster» (Бен Уотт) — 3:14
2. «Troubled Mind» (Бен Уотт/Трэйси Торн) — 3:34
3. «I Don’t Understand Anything» (Трэйси Торн) — 4:25
4. «Walking to You» (Бен Уотт) — 3:30
5. «Get Me» (Бен Уотт) — 3:34
6. «Missing» (Бен Уотт/Трэйси Торн) — 4:06
7. «Two Star» (Бен Уотт) — 4:06
8. «We Walk the Same Line» (Трэйси Торн) — 4:00
9. «25th December» (Бен Уотт) — 4:04
10. «Disenchanted» (Бен Уотт/Трэйси Торн) — 2:03
11. «Missing» (Todd Terry Club mix), бонус-трек на переиздание 2007 года — 4:09

## В записи участвовали
- Трэйси Торн — вокал
- Бен Уотт — синтезаторы, программирование ритма в треках
- Дэнни Томпсон — бас
- Дэйв Мэттэкс — ударные
- Кэйт Ст. Джон — английский рожок на «Two Star»
- Ричард Томпсон — соло-гитара на «25th December»
- Питер Кинг — альтовый саксофон на «Disenchanted»
- Martin Ditcham — перкуссия

## Интересные факты
Ремикс песни «Missing» (Todd Terry Club mix) попал в Книгу рекордов Гиннесса в категории «Самое длительное непрерывное время в чарте», он поставил рекорд — начиная с августа 1995 г. он находился в американском чарте синглов 55 недель подряд.